# Irrational Games
Irrational Games (известная как 2K Boston в 2007–2009 годах) — компания, специализировавшаяся на разработке компьютерных игр, начавшая деятельность в 1997 году. Основателями компании стали три бывших работника Looking Glass Studios — Кен Леви́н, Джонатан Чей и Роберт Фермье. 9 января 2006 года была приобретена Take-Two Interactive и стала дочерней компанией 2K Games.
Компания имела производственный офис в городе Квинси, штат Массачусетс. Второй офис, который ранее принадлежал Irrational Games и находился в Канберре, Австралия, объединен с компанией 2K Marin.

## История компании
Компания была основана в Бостоне в 1997 году тремя бывшими сотрудниками Looking Glass Studios — Кеном Леви́ном, Джонатаном Чей и Робертом Фермье. Дебютной игрой студии стала System Shock 2 (1999), разработанная совместно с Looking Glass Studios на движке Dark Engine. Второй проект, также разрабатываемый на движке DarkEngine шпионский боевик Deep Cover из-за финансовых проблем издателя Eidos отменён.
В 2000 году было открыто австралийское подразделение в Канберре, во главе которого стал Джонатан Чей. Следующим проектом должна была стать совместная со студией Fxlabs Studios разработка игры по мотивам телесериала «Остаться в живых», однако из-за конфликта с издателем Crave Entertainment студии теряют права на франшизу. Позднее Fxlabs Studios с помощью Irrational Games доделала игру, выпустив под названием Agni: Queen of Darkness (в Европе и странах СНГ известна как Inferno).
В 2005 году бостонская студия переехала в Квинси, сохранив название подразделения. В 2006 году компания была приобретена Take-Two Interactive и вошла в состав холдинга 2K Games. В 2007 году студии прошли реорганизацию, разделившись на две разные компании: студия в Бостоне — 2K Boston, в Канберре — 2K Australia; название «Irrational Games» больше не используется. До приобретения компанией Take-Two Interactive, Irrational Games работала над игрой под названием Division 9. По словам Кена Левина, это был зомби-экшен с кооперативным геймплеем, где игрокам предстояло объединить усилия для отражения угроз, поиска ресурсов и строительства убежищ. Разработка началась сразу после выпуска SWAT 4, однако Take-Two Interactive заморозила проект и дальнейшая его судьба осталась неизвестной.
В том же году состоялся выпуск игры BioShock, хорошо принятой критиками и игроками. После окончания разработки появились данные об увольнениях сотрудников; пять служащих 2K Boston перемещены в новую студию 2K Marin, в Новато, штат Калифорния.
В 2010 году 2K Boston возвращает своё прежнее имя — «Irrational Games», а 2K Australia становится частью 2K Marin.
В 2013 году Irrational Games выпускает очередную игру — BioShock Infinite. После выхода игры, также хорошо воспринятой игровой критикой, Irrational Games официально покидает её основатель Кен Левин, заявивший, что ему «хочется начать все с чистого листа». Большая часть сотрудников студии была распущена и распределена среди других студий 2K Games. Левин, оставив себе 15 сотрудников бывшей студии, основал новую студию — Ghost Story Games. Официально Irrational Games прекратила свое существование в 2015 году.

## Разработанные игры

### как Irrational Games (1997—2014)
| Год  | Игра                                           | Платформа(ы)                                        | Игровой движок     | Примечание                                                                |
| ---- | ---------------------------------------------- | --------------------------------------------------- | ------------------ | ------------------------------------------------------------------------- |
| 1999 | System Shock 2                                 | PC (Windows, Linux)                                 | Dark Engine        | Разработка совместно с Looking Glass Studios.                             |
| 2002 | Freedom Force                                  | ПК (Windows), macOS                                 | NetImmerse         |                                                                           |
| 2004 | Tribes: Vengeance                              | ПК (Windows)                                        | Vengeance Engine 1 |                                                                           |
| 2005 | Freedom Force vs. the Third Reich              | ПК (Windows), macOS                                 | Gamebryo           |                                                                           |
| 2005 | SWAT 4                                         | ПК (Windows)                                        | Vengeance Engine 1 |                                                                           |
| 2006 | SWAT 4: The Stetchkov Syndicate                | ПК (Windows)                                        | Vengeance Engine 1 | Дополнение для SWAT 4.                                                    |
| 2013 | BioShock Infinite                              | ПК (Windows, Linux), macOS, Xbox 360, PlayStation 3 | Unreal Engine 3    |                                                                           |
| 2013 | BioShock Infinite: Burial at Sea — Episode One | ПК (Windows, Linux), macOS, Xbox 360, PlayStation 3 | Unreal Engine 3    | Первое дополнение для BioShock Infinite, расширяющее сюжет.               |
| 2014 | BioShock Infinite: Burial at Sea — Episode Two | ПК (Windows, Linux), macOS, Xbox 360, PlayStation 3 | Unreal Engine 3    | Второе дополнение для BioShock Infinite, ставящее точку в серии BioShock. |

### как 2K Boston (2007—2009)
| Год  | Игра     | Платформа(ы)                                 | Игровой движок     | Примечание |
| ---- | -------- | -------------------------------------------- | ------------------ | ---------- |
| 2007 | BioShock | ПК (Windows), macOS, Xbox 360, PlayStation 3 | Vengeance Engine 2 |            |

### Отменённые игры
- Deep Cover
- Division 9
- Monster Island
- The Lost[англ.]
- Freedom Force 3
- Безымянная игра серии BioShock для PlayStation Vita

## Игровые движки
Также компания создала игровой движок Vengeance Engine, основанный на Unreal Engine 2.5, использовавшийся в нескольких проектах.